# Koulova vila
Koulova vila je vlastní rodinná vila architekta Jana Kouly, která stojí v Praze 6-Bubenči v ulici Slavíčkova. Od roku 1958 je chráněna jako nemovitá kulturní památka České republiky.

## Historie
Vilu v historizujícím slohu postavil architekt Jan Koula pro svoji rodinu v letech 1895–1896. Roku 1938 dům moderně upravil podle zásad zdravého bydlení architektův syn Jan E. Koula; přestavby se týkaly především interiéru.

## Popis
Patrová stavba stojí na půdorysu písmene „T“. Na delší straně fasády je v úrovni prvního patra arkýř nesený dvěma krakorci. Mezi arkýřem a příčnou částí vede nad korunní římsou terasa, která má dřevěné zábradlí. Z ústřední haly je vstup do přilehlých místností a do zahrady. Půdní část měl architekt upravenu na ateliér.
Pod arkýřem ve výklenku je umístěna socha svatého Ivana s laní od sochaře Stanislava Suchardy. Nadsvětlík nad hlavním vstupem je vymalován nástěnnou malbou rozvaliny se štítem a s uvedením čísla popisného. V patře má předstupující část fasády malbu žence ve slovanském kroji, ve štítu je malba holoubků na zlatém pozadí. Předstupující střechu nesou ozdobně vyřezávané trámy.